# Team Sydbank Quooker Njord Law
Team Sydbank Quooker Njord Law er et dansk cykelhold for kvinder. Det blev annonceret i slutningen af 2023, og kørte første sæson i 2024. Holdet blev oprettet med Ordrup Cycle Club som moderklub.
Forud for holdets første sæson tog rytterne i midten af januar på træningslejr i spanske Calpe, og inden der var officiel holdpræsentation den 21. marts.

## Holdet

### 2025
| Trup 2025                   | Trup 2025        | Trup 2025                               | Trup 2025 |
| Rytter                      | Fødselsdag       | Seneste hold                            |           |
| --------------------------- | ---------------- | --------------------------------------- | --------- |
| Frederikke Asfeldt          | 14. februar 1999 | Aalborg-Sparekassen Danmark Dame (2024) |           |
| Michelle Andres             | 26. maj 1997     | JS.dk (2023)                            |           |
| Emma Bertramsen             | 5. november 2007 | Ordrup Cycle Club (2024)                |           |
| Laura Auerbach-Lind         | 14. juni 2003    | Team Rytger powered by Carl Ras (2023)  |           |
| Astrid Marie Bjørn Sørensen | 31. august 2005  | Grouwels-Watersley R&D Road Team (2023) |           |
| Karen Maria Weiss           | 10. maj 2001     | Cykling Odense (2024)                   |           |
| Julie Nielsen Maribo        | 9. februar 1995  | Interklima ABC Copenhagen (2023)        |           |
| Marie-Louise Hartz Krogager | 21. juni 1989    | Interklima ABC Copenhagen (2023)        |           |
| Emilie Adelheid Olesen      | 12. august 2002  | Team Cycling Ringsted (2024)            |           |
| Anna Serop                  | 9. august 1999   | ACR Women Elite (2023)                  |           |
| Johanne Resen               | 11. juli 2006    | Ordrup Cycle Club (2024)                |           |
|                             |                  |                                         |           |
| Kilde: ProCyclingStats      |                  |                                         |           |

### 2024
| Trup 2024                       | Trup 2024        | Trup 2024                               | Trup 2024 |
| Rytter                          | Fødselsdag       | Seneste hold                            |           |
| ------------------------------- | ---------------- | --------------------------------------- | --------- |
| Michelle Andres                 | 26. maj 1997     | JS.dk (2023)                            |           |
| Laura Auerbach-Lind             | 14. juni 2003    | Team Rytger powered by Carl Ras (2023)  |           |
| Caroline Geldorf                | 11. maj 1995     | Klampenborg CC (2023)                   |           |
| Marie-Louise Hartz Krogager     | 21. juni 1989    | Interklima ABC Copenhagen (2023)        |           |
| Julie Nielsen Maribo            | 9. februar 1995  | Interklima ABC Copenhagen (2023)        |           |
| Olympia Bianca Norrid-Mortensen | 20. marts 2005   | Holte MTB Klub (2023)                   |           |
| Anna Serop                      | 9. august 1999   | ACR Women Elite (2023)                  |           |
| Astrid Marie Bjørn Sørensen     | 31. august 2005  | Grouwels-Watersley R&D Road Team (2023) |           |
| Matilda Frantzich               | 27. februar 1995 | CK Ringen (2023)                        |           |
|                                 |                  |                                         |           |
| Kilde: ProCyclingStats          |                  |                                         |           |

#### Sejre
| 29. mar. | Bording Cup Ladies, 1. etape           | DCU licensløb | Julie Nielsen Maribo        |
| 30. mar. | 3 Dage i Nord - Campione Cup, 1. etape | DCU licensløb | Julie Nielsen Maribo        |
| 1. apr.  | 3 Dage i Nord - Campione Cup, 3. etape | DCU licensløb | Michelle Andres             |
| 6. okt.  | Bording Cup Ladies, 5. etape           | DCU licensløb | Marie-Louise Hartz Krogager |